# 沢見ひかり
沢見 ひかり（さわみ ひかり、1983年1月15日 - ）は、日本の元AV女優。

## 人物・略歴
東京都出身。趣味：音楽鑑賞、ピアノ。性格：明るくて単純。好きな食べ物：チーズ、ヨーグルト。 
- 2002年 - 『My Flower』でAVデビュー。

## 作品

### アダルトビデオ
- My Flower（2002年12月29日、宇宙企画）
- Heaven’s Door 絶頂痴態（2003年1月26日、宇宙企画）
- 美脚狂い（2003年2月21日、宇宙企画）
- 変態鑑賞 （2003年3月7日、ワープエンタテインメント）
- 高校教師 （2003年4月3日、ドリームチケット）
- 沢見ひかりのシタからのぞいて 2 （2003年6月20日、SODクリエイト）
- アナル奴隷秘書 監禁陵辱レイプ2 ～引き裂かれた肉襞～ （2003年8月16日、SODクリエイト）
- [A級]単体生撮り スカウティングレポート （2003年8月16日、SODクリエイト）…オムニバス形式作品
- アナタの奴隷にして下さい （2003年9月19日、SODクリエイト）
- 下半身超アップの世界7 （2003年10月1日、MOODYZ）
- 極 本番 沢見ひかり （2003年10月3日、GLAY'z）
- 上品なドスケベ女 2 （2003年11月1日、MOODYZ）
- DANCE HIP FUCK （2003年12月1日、MOODYZ）
- 初めてのアナル 3rd. （2004年1月1日、MOODYZ）
- 欲情あなる （2004年1月16日、 桃太郎映像出版）
- 女探偵 アナル凌辱事件簿 -指令、連続レイプ犯ヲ捕獲セヨ （2004年2月8日、アタッカーズ）
- 超オマンコ主義11 （2004年2月13日、ワイルドサイド）
- お尻と性器 21 （2004年3月1日、ワンズファクトリー）
- 名門アナル王国2 （2004年3月19日、ワイルドサイド）
- くいこみ生まんじゅう 8 （2004年4月9日、ワイルドサイド）